# نقبين
نقبين قرية سوريّة تتبع إداريّاً لمحافظة حمص منطقة حمص ناحية حمص، بلغ تعداد سكانها 428 نسمة حسب التعداد السكاني لعام 2004.